# رژیشچیف
ٰرژیشچیف (به روسی: Ржищів) شهری در استان کیف در کشور اوکراین واقع شده‌است. جمعیت این شهر ۷,۲۷۷ نفر (۲۰۲۱ تخمینی) است.

## نگارخانه

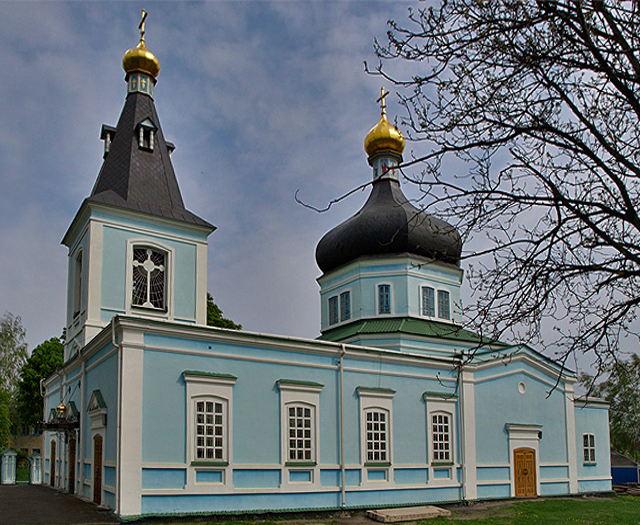
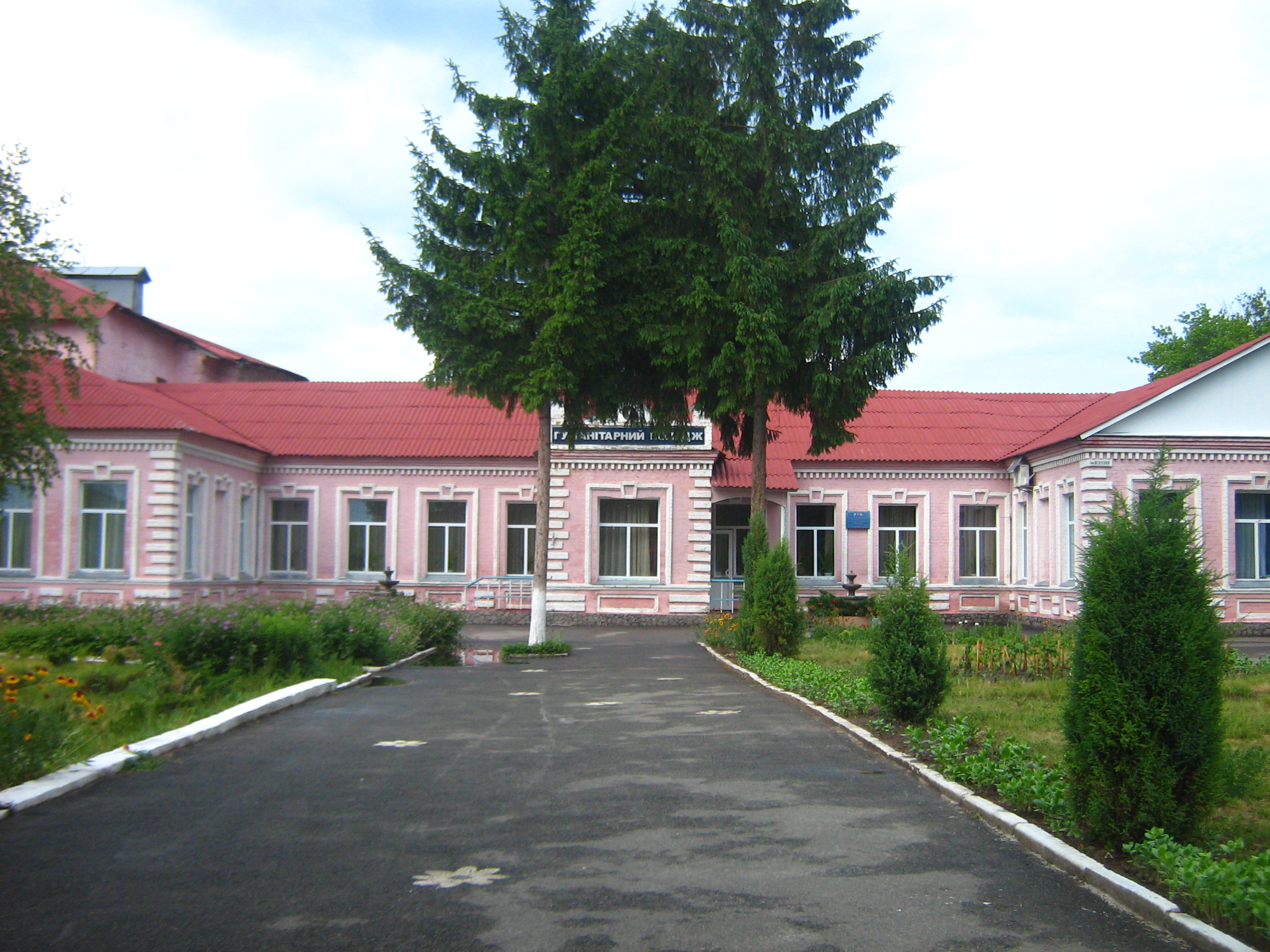
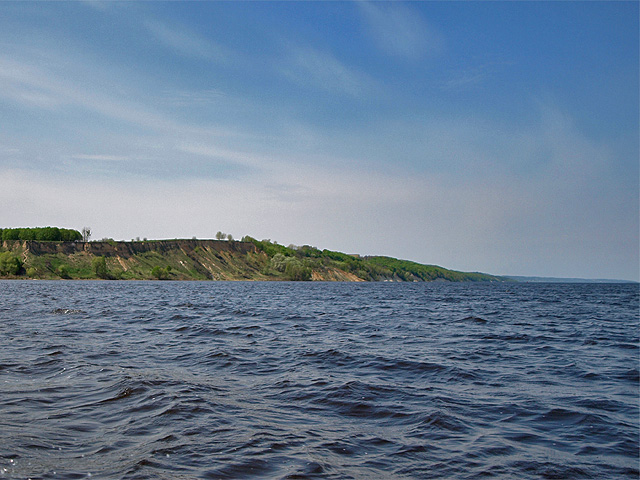